# Eulophia venosa
Eulophia venosa là một loài thực vật có hoa trong họ Lan. Loài này được (F.Muell.) Rchb.f. ex Benth. mô tả khoa học đầu tiên năm 1873.